# Osiedle Medyków
Osiedle Medyków – osiedle Krakowa wchodzące w skład Dzielnicy XII Bieżanów-Prokocim, niestanowiące jednostki pomocniczej niższego rzędu w ramach dzielnicy. Na Mapie Ewidencyjnej Miasta Krakowa podpisane jako "Osiedle Medyka". 